# Fort McHenry
Fort McHenry è un forte militare situato nei pressi del porto di Baltimora nello stato federale del Maryland.
Il forte divenne famoso per essere stato attaccato dalla Royal Navy nella notte del 14 settembre 1814 nel corso della guerra anglo americana. L'evento, che fu uno degli scontri principali durante questo conflitto, fu una delle principali cause che ispirarono il poeta dilettante Francis Scott Key a scrivere la poesia Star Spangled Banner, il cui testo è in seguito divenuto l'inno nazionale statunitense. Dal 1925 Fort McHenry è un parco nazionale e gode dello status di Monumento Nazionale. Attualmente questo parco viene gestito dal Servizio dei Parchi nazionali.